# Serious Men
Serious Men é um filme de comédia satírica indiano dirigido por Sudhir Mishra. O filme é baseado no livro homônimo de Manu Joseph e conta com Nawazuddin Siddiqui no papel principal. Foi produzido pela Bombay Fables e Cineraas Entertainment e lançado na Netflix em 2 de outubro de 2020.

## Elenco
- Nawazuddin Siddiqui como Ayyan Mani
- Indira Tiwari como Oja Mani
- Aakshath Das como Adi Mani
- Nassar como Dr. Arvind Acharya
- Sanjay Narvekar como Keshav Dhavre
- Shweta Basu Prasad como Anuja Dhavre
- Vidhi Chitalia como Oparna
- Pathy Aiyar como Udayan
- Sameer Khakhar como Ganesh Tawde
- Uday Mahesh como Dr. Namboodri
- Manu Joseph como Jornalista na coletiva de imprensa

## Produção
O filme é baseado no livro Serious Men, de Manu Joseph. Os produtores decidiram escalar Nawazuddin Siddiqui como o protagonista em junho de 2019. A fotografia principal começou em setembro de 2019.